# مرة بن خليف الفهمي
مرة بن خليف الفهمي (ولد: غير معروف - توفي 75 ق هـ, 550 م) شاعر جاهلي، من الفرسان. كثير الأخبار واشتهر بكونه من الصعاليك. أورد المرزباني بيتين من شعره، وقال إنه جاهلي قديم وذكر البكري له رثاء في تأبط شرا وفي هذا ما ينفي قدمه حسبما يرى خير الدين الزركلي. وأيده ما في كتاب الأغاني من أنه أغار مع «تأبط شرا» والشنفرى، على حي من بجيلة، وحضر معهما معركة ظفروا فيها بخثعم. وامه امرأة من قبيلة عدوان .

## قصائده

### قال مرة بن خليف يرثيتأبط شراً
إن العزيمة والعزّاء قد ثويا ... أكفان ميت غدا في غار رخمان
إلّا يكن كرسف كفّنت جيّده ... ولا يكن كفن من ثوب كتّان
فإن حرّا من الأنساب ألبسه ... ريش الندى، والنّدى من خير أكفان
وليلة رأس أفعاها إلى حجر ... ويوم أور من الجوزاء رنّان 

#### غزوخثعم
عرضت لهم خثعم في نحو من أربعين رجلا، فيهم أبيّ بن جابر الخثعميّ، وهو رئيس/ القوم، فقال تأبّط: يا قوم، لا تسلموا لهم ما في أيديكم حتى تبلوا عذرا،
وقال عامر بن الأخنس:
عليكم بصدق الضّراب وقد أدركتم بثأركم،
وقال المسيّب: اصدقوا القوم الحملة، وإيّاكم والفشل،
وقال عمرو بن برّاق:
ابذلوا مهجكم ساعة، فإن النّصر عند الصّبر.
وقال الشّنفري:
نحن الصّعاليك الحماة البزّل ... إذا لقينا لا نرى نهلّل
وقال مرة بن خليف :
يا ثابت الخير ويا بن الأخنس ... ويا بن برّاق الكريم الأشوس
والشّنفري عند حيود الأنفس ... أنا ابن حامي السّرب في المغمّس
نحن مساعير الحروب الضّرّس
وقال كعب حدار أخو تأبّط
يا قوم أمّا إذ لقيتم فاصبروا ... ولا تخيموا جزعا فتدبروا
وقال السمع أخو تأبّط:
يا قوم كونوا عندها أحرارا ... لا تسلموا العون ولا البكارا
ولا القناعيس ولا العشارا ... لخثعم وقد دعوا غرارا
ساقوهم الموت معا أحرارا ... وافتخروا الدّهر بها افتخارا 

##### صوفة
كانت الإجازة بالحج للناس منعرفة إلى ولد الغوث بن مرة بن أد بن طابخة وكان يقال لهم صوفة وكانت إذا حانت الإجازة قالت العرب أجيزي صوفة. فقال مرة يذكر ذلك:
إذا ما أجازت صوفة النقب من منى ... ولاح قتار فوقه سفع الدم
رأيت الإياب عاجلاً وتبعثت ... علينا دواع للر
باب وكلثم